# 黃大鵬
黃大鵬（1608年—1646年），字文若，福建建寧府建陽縣人，明末及南明政治人物。南宋理學家黃榦的後裔。

## 生平
天啟七年（1627年）丁卯科福建鄉試第十八名舉人，崇禎十三年（1640年）中式庚辰科會試第一百二十一名，三甲第六十三名進士。都察院觀政，授浙江義烏縣知縣，崇禎十七年（1644年）調龍游縣知縣。明亡，唐王朱聿鍵在福州府即位，黃大鵬任兵科給事中，與監察御史鄭為虹同守仙霞嶺，兵敗被清軍處死。